# Inal Tavasiev
Inal Vitalievitch Tavasiev (en russe : Инал Витальевич Тавасиев) est un joueur russe de volley-ball né le 28 mars 1989. Il mesure 2,02 m et joue central.

## Clubs
| Club                   | De        | À   |
| ---------------------- | --------- | --- |
| Iaroslavitch Iaroslavl | 2011-2012 | ... |

## Palmarès
Néant.